# Rhabdalestes aeratis
Rhabdalestes aeratis är en fiskart som beskrevs av Melanie L. J. Stiassny och Schaefer 2005. Rhabdalestes aeratis ingår i släktet Rhabdalestes och familjen Alestidae. IUCN kategoriserar arten globalt som otillräckligt studerad. Inga underarter finns listade i Catalogue of Life.